# Coppa di Giordania 2024-2025
La Coppa di Giordania 2024-2025, anche nota come CFI Jordan Cup 2024-2025 per motivi di sponsorizzazione, è stata la 43ª edizione della Coppa nazionale giordana. Il torneo è iniziato il 12 dicembre 2024 e si è concluso il 12 maggio 2025. La squadra vincente ottiene automaticamente la qualificazione alla AFC Champions League Two 2025-2026.
L'Al-Wehdat era la squadra detentrice del trofeo, avendo vinto la sua dodicesima coppa nazionale nell'edizione 2023-2024, e si è riconfermata, conquistando la tredicesima coppa di Giordania della sua storia.

## Partite

### Ottavi di finale
Il sorteggio per gli ottavi di finale si è tenuto il 3 dicembre 2024.
| Squadra 1          | Risultato       | Squadra 2       |
| ------------------ | --------------- | --------------- |
| 12 dicembre 2024   |                 |                 |
| Al-Jalil           | 1 – 4           | Al-Salt         |
| Al-Wehdat          | 5 – 1           | Ma'an           |
| 13 dicembre 2024   |                 |                 |
| Al-Ramtha          | 1 – 0           | Al-Jazira       |
| Shabab Al-Aqaba    | 0 – 5           | Al-Faisaly      |
| 14 dicembre 2024   |                 |                 |
| Moghayer Al-Sarhan | 4 – 2           | Sahab           |
| Al-Ahli            | 2 – 1           | Shabab Al-Ordon |
| Al-Arabi Irbid     | 0 – 2           | Al-Hussein      |
| 15 dicembre 2024   |                 |                 |
| Sama Al-Sarhan     | 1 – 1 (4-1 dtr) | Al-Sareeh       |

### Quarti di finale
Il sorteggio dei quarti di finale è stato effettuato il 17 dicembre 2024.
| Squadra 1          | Risultato       | Squadra 2      |
| ------------------ | --------------- | -------------- |
| 20 dicembre 2024   |                 |                |
| Al-Ramtha          | 1 – 2           | Al-Ahli        |
| 23 dicembre 2024   |                 |                |
| Al-Salt            | 1 – 1 (3-5 dtr) | Al-Hussein     |
| Al-Wehdat          | 3 – 0           | Sama Al-Sarhan |
| 24 dicembre 2024   |                 |                |
| Moghayer Al-Sarhan | 1 – 3           | Al-Faisaly     |

### Semifinali
Il sorteggio delle semifinali è stato effettuato il 24 dicembre 2024.
| Squadra 1  | Risultato       | Squadra 2  |
| ---------- | --------------- | ---------- |
| Al-Ahli    | 0 – 0 (4-5 dtr) | Al-Wehdat  |
| Al-Hussein | 1 – 0           | Al-Faisaly |

### Finale
| Amman 12 maggio 2025                         | Al-Wehdat            | 0 – 0 (d.c.r.) | Al-Hussein | King Abdullah II Stadium |
| \| \| \| \| \| \| Tiri di rigore 3 – 1 \| \| |                      |                |            |                          |
|                                              |                      |                |            |                          |
|                                              | Tiri di rigore 3 – 1 |                |            |                          |